# U-Bahnhof Lima (Buenos Aires)

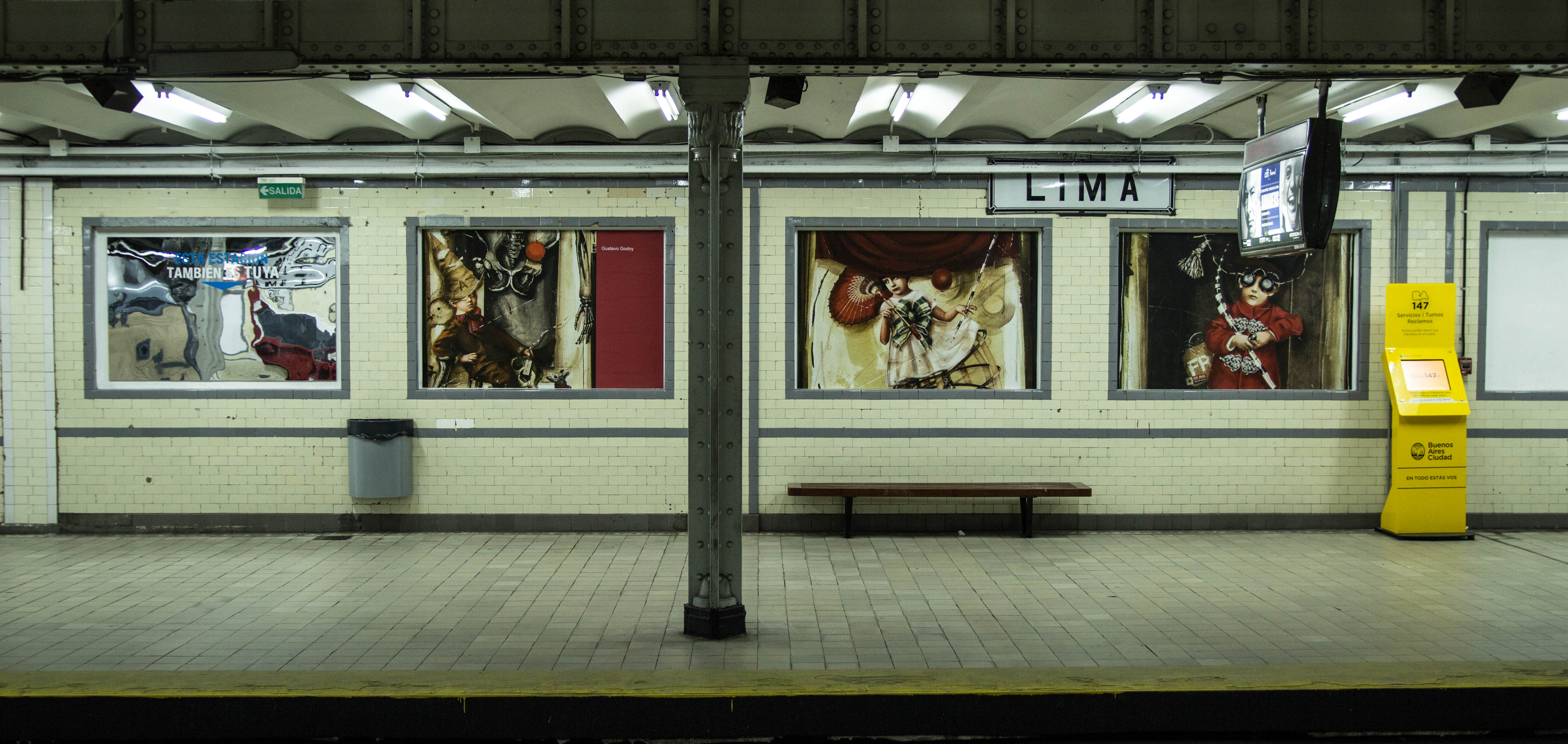
Bahnsteigansicht des U-Bahnhofes Lima

Der U-Bahnhof Lima ist eine Station der Linie A der Subterráneos de Buenos Aires und ist Teil des Abschnittes Plaza de Mayo – Plaza Miserere, der als Erster des Netzes am 1. Dezember 1913 eröffnet wurde. Der U-Bahnhof befindet sich unter der Straßenkreuzung der Avenida de Mayo und der namensgebenden Calle Lima, die flankierenden Seitenstraße der Avenida 9 de Julio. Benannt ist die Straße wie der Bahnhof nach der Hauptstadt Perus. Über Fußgängertunnel besteht eine Umsteigemöglichkeit zum U-Bahnhof Avenida de Mayo der Linie C.

## Geschichte
Der U-Bahnhof Lima wurde gemeinsam mit dem Abschnitt zwischen der Plaza de Mayo und der Plaza Miserere am 1. Dezember 1913 in Betrieb genommen. Auch dieser Bahnhof erhielt die üblichen Seitenbahnsteige, das Bahnhofsmobiliar eine hellgraue Lackierung. Die Wände sind weiß gefliest.
Anfang der 1930er begannen die Bauarbeiten für eine U-Bahn-Strecke unter der Avenida 9 de Julio durch die Compañía Hispano–Argentina de Obras Públicas y Finanzas (CHADOPyF), die 1934 mit der Eröffnung der Linie beendet werden konnten. Ein direkter, unterirdischer Übergang zwischen den U-Bahnhöfen Lima und Avenida de Mayo war lange Zeit nicht vorhanden. Im ersten Fünf-Jahres-Plan 1946 der Regierung Juan Domingo Perón begannen die Bauarbeiten für einen Fußgängertunnel zwischen beiden Bahnhöfen. Aber erst mit der Verstaatlichung des gesamten U-Bahn-Netzes und der Übergabe an die städtische Nahverkehrsgesellschaft „Corporación de Transportes de la Ciudad de Buenos Aires“ wurde der Übergang nördlich des Tunnels der Linie A am 1. Juni 1956 in Betrieb genommen.
Um die Fahrgastströme zwischen beiden Linien zu verbessern, wurde am 4. Mai 1961 ein zweiter, größerer Tunnel südlich des U-Bahn-Tunnels der Linie A eröffnet.
1997 wurde der U-Bahnhof als nationales historisches Denkmal (monumento histórico nacional) eingestuft.

## Anbindung
Am U-Bahnhof bestehen Umsteigemöglichkeit zu zahlreichen Bussen (colectivos) und der Linie C (U-Bahnhof Avenida de Mayo).
| Linie | Verlauf |
| ----- | --- |
|       | Plaza de Mayo – Perú – Piedras – Lima – Sáenz Peña – Congreso – Pasco – Alberti – Plaza Miserere – Loria – Castro Barros – Río de Janeiro – Acoyte – Primera Junta – Puán – Carabobo – San José de Flores – San Pedrito |